# Lourinhanosaure
L'lourinhanosaure (Lourinhanosaurus, "llangardaix de Lourinhã") és un gènere representat per una única espècie de dinosaure teròpode espinosauroïdeu, que va viure a la fi del període Juràssic, fa aproximadament 150 i 142 milions d'anys, en el Kimmeridgià i el Titonià, en el que avui és Europa. Les primeres restes es van trobar a Peralta, prop de Lourinhã, Portugal en 1982, però no foren descrits fins al 1998, pel paleontòleg portuguès Octávio Mateus. L'espècie tipus i única coneguda fins al moment L. antunesi, va ser nomenada en honor del paleontòleg portugues Miguel Telles Antunes.